# Napoleon Solo (band)
Napoleon Solo er et dansk skaband der blev dannet i sommeren 1984 af Jack Rothe og Jens Wennecke, der begge tidligere havde spillet i Duck Soup. Napoleon Solo spiller en two-tone og northern soul-inspireret form for ska. Bandets repertoire skrives overvejende af Jasper Holst Jørgensen og Søren Ole Christensen
Besætningen bestod af flg. Søren Ole Christensen (Leadvokal), Jasper Holst Jørgensen (Guitar og vokal), Jakob Palitzsch (Hammondorgel), Poul Sierbæk (Bas), Sonny Henry (Guitar), Michael Theiltoft (Trompet), Jack Rothe (Saxofon) og Jens Wennecke (Trommer).
Første koncert 5. oktober 1984. I december 1984 indspilles bandets første demobånd i MoreMax studio med sangene "0059", "What Comes After Spring" og "Nobody Told Me".
1985: Første koncert i Musikcaféen. Bandets andet demobånd indspilles med sangene "Victory", "Video Brainwash" og "House Conflict". 
Bandet spiller sidst på året en dobbeltkoncert med amerikanske The Untouchables.
Søren Hindsborg (Tenorsaxofon) er kortvarigt medlem af Napoleon Solo.
Desuden er Napoleon Solo krediteret af  Café Rust som værende det første band der spiller koncert på cafeen.
1986: Månedens band i Musikcaféen. Bandet bliver interviewet af legendariske Al Jones til radioprogrammet "Rocknyt". 
Første koncert udenlands foregår i Hamburg. 
Pia Christensen (Trombone) træder ind i Napoleon Solo.
1987: Live-optagelse af Napoleon Solo benyttes som demobånd indeholdende sangene "Vehicle" og "Love Is The Key". 
Der spilles flere koncerter i Tyskland. 
Pia Christensen forlader Napoleon Solo. 
I december indspilles der 8 sange i Hookfarm Studio med henblik på en pladeudgivelse. 
De 8 sange er "Selfrespect", "Your Fool", "Hold On To My Soul", "Shakin' An' Shoutin'", "Always Friday", "It's Love, Love, Love", "On A Saturday", "Baby Elephant Walk".
Sangene produceres af Jesper Bo Nielsen, men Napoleon Solo er utilfredse med lyden, ligesom Jesper Bo Nielsen ikke formår at få afsat materialet til pladeselskaber.
1988: Napoleon Solo er igen flere gange i Tyskland og spille. 
I april optræder Napoleon Solo med en 50 minutters koncert på DR i programmet "Rock live!".
I oktober måned besøger Napoleon Solo England for første gang. Der spilles en enkelt koncert og indspilles 5 sange, "Wanna See My Baby", "Don't Believe You", "Drive Me Wild", "Daddy" og "Sweet Suzie".
Disse sange er egentlig ment at skulle supplere de 8 sange indspillet året i forvejen til et helt album. Indspilningsstandarden er dog ikke på højde med den danske, hvorfor de 5 sange den 15. december 1988 udgives som EP´en "How To Steal The World" på det lille engelske pladeselskab Unicorn Records.
Udgivelsen falder sammen med, at Napoleon Solo vender tilbage til England og deltager med stor succes, 7 koncerter, i "Blue Beat Explosion Tour" sammen med Bad Manners, amerikanske Bim Skala Bim og de to tyske bands Skaos og The Braces.
Fra denne turné deltager Napoleon Solo med sangen "Drive me wild" på livealbummet "Live in London".
I en artikel i The New Musical Express udpeges Napoleon Solo  som et af verdens 10 bedste skabands.
1989: Napoleon Solo tildeles musikprisen "Årets John".
Første koncert i Vest-Berlin sammen med Skaos og Potato 5.
Napoleon Solo går igen i studiet for at færdiggøre deres album. Tre nye sange indspilles i Sun Studio "Shot!", "In The Flesh", "Trains & Buses".
LP'en og som som noget nyt(!) og spændende CD'en "Shot" udgives af selskabet "Intermusic". Pladen udgives desuden på licens i England af Bluebeat Records og i det tysksprogede område af Vielklang/Pork Pie Records.
Der spilles en større turné med 6 koncerter i England og 2 i Tyskland.
Jakob Palitzsch vælger i oktober at lægge sit musikalske virke kun i Sharing Patrol, ligesom Søren Ole Christensen forlader bandet sidst på året for at koncentrere sig om at instruere indspilningen af en børnefilm.
Jasper Holst Jørgensen overtager leadvokalen og Ole Kibsgaard (Guitar og vokal), Søren Voldum (Orgel), samt Hans Nybo (Tenor- og baryton-saxofon), indtræder i Napoleon Solo.
1990: Napoleon Solo spiller en større turné i det nu genforenede Tyskland. 7 koncerter bliver det til fra Hamburg i nord til München i syd.
1991: Jasper Holst Jørgensen forlader Napoleon Solo og erstattes af Christine Havkrog (Leadvokal).
Der spilles flittigt rundt om i Danmark ligesom de foregående år.
1992: Napoleon Solo begynder at bevæge sig i en mere ska-poppet retning, hvilket ikke falder så godt i publikums smag. 
Poul Siersbæk forlader Napoleon Solo og erstattes af Erik Engel (Bas). 
Der indspilles et sidste demobånd, der aldrig distribueres.
Grundet uoverstigelige problemer opløses Napoleon Solo i december 1992.
1996-98: Efter 3½ års pause gendannes Napoleon Solo med flg. besætning: 
Søren Ole Christensen (Lead vokal), Jasper Holst Jørgensen (Vokal og guitar), Jakob Palitzsch (Hammondorgel), Sonny Henry (Guitar), Hans Nybo (Tenor-saxofon, vokal), Michael Theiltoft (Trompet), Poul Siersbæk (Bas) og Jens Wennecke (Trommer). 
Der spilles en del koncerter i Danmark, dog uden den store succes, som kendetegnede bandets optrædener i 1980'erne.
I 1998 forlader Poul Siersbæk Napoleon Solo og erstattes af Henrik West Johansen (Bas). Der indspilles 2 sange i Grapehouse Studio "Only One To Blame" og "Go Home", hvoraf sidstnævnte finder vej til den amerikanske compilation-CD "Ska United: A Global Ska Sampler".
Jens Wennecke, Sonny Henry og Jakob Palitzsch forlader Napoleon Solo ved årsskiftet og erstattes af Leon Lundrup (Trommer), Daniel Fält (Keyboard) og Gasem Pedersen (Guitar). 
2009: Napoleon Solo gendannes i marts 2009 og spiller til Copenhagen Ska Convention. 
Kort efter spiller Napoleon Solo til Gammeltorv 81´s fest og fejrer deres 25 års jubilæumskoncert d. 3. oktober på Loppen.
Besætningen i Napoleon Solo 2009 er: Søren Ole Christensen (Lead vokal), Jasper Holst Jørgensen (Vokal og guitar), Sonny Henry (Guitar), Jakob Palitzsch (Hammondorgel), Hans Nybo (Tenorsaxofon), Jack Rothe (Altsaxofon), Poul Siersbæk (Bas) samt Jens Wennecke (Trommer).
2010: Er et år med en del koncerter i det danske og for første gang spiller Napoleon Solo i Sverige ved en dobbeltkoncert med svenske Mobsters i Landskrona.
2011: Michael Theiltoft (trompet) genindtræder i  og fuldender dermed Napoleon Solo. Et forrygende forår med opvarmning for amerikanske The Aggrolites, deltagelse i "London international skafestival, sluttes af med hyldestsangen til F.C. København: "We are Copenhagen" der udgives på compilationen "FCK vol.3". Det er Napoleon Solos første gang i studiet i mere end 10 år. Denne gang er det studiet "Provolyd", der lægger lokaler og mikrofoner til bandets anstrengelser. I august genudgives "Shot!" i en remastered version. Desuden indeholder cd'en en times liveindspilninger fra jubilæumskoncerten i 2009.
I september på  spiller Napoleon Solo opvarmning i et propfyldt Store Vega for engelske "The Specials"; Mentor og elever samlet i en højere enhed.

## Diskografi
"How To Steal The World", (UK) Unicorn Records [PHZA-29], 1988.
"Shot!", Danmark: Intermusic [Right Tone (RILP 004 & RICD 004)], 1989.
"Shot!", UK: Blue Beat Records [BBSLP 006 + BBSMC 006 + BBSCD 006], 1989.
"Shot!", Tyskland: Pork Pie Records [Vielklang EFA 04234-08], 1989. 
"Shot!", Danmark: VME 11012 (Genudgivelse med bonus- og live-tracks) 2011.

### Compilations
"Live in London", (UK) Blue Beat Records [BBSLP 001], 1989.
"Skankin' 'round the world (vol. 2)", (UK) Unicorn [PHZA-33] og [DOJO CD 176]. 1989.
"SUPER-SKA: The Unicorn Ska Singles & Mini-albums", (UK) Unicorn [PHZCD-67], 1993.
"Ska United: A Global Ska Sampler", (US) Moon Ska Records [MR130], 1998.
"This Are Moon Ska vol. 5: Ska United", (Japan) Valentine Music [TR-C-331], 1998.
"The Spirit Of Ska: 10 Years Jubilee Edition", (Tyskland) Pork Pie Records [Vielklang EFA 05636-2], 2001.
'F.C.København | VOL. III",  [5-700004-002196] Danmark, 2011.